# Filosofie van de economie
De filosofie van de economie bestudeert onderwerpen als publieke economie, gedragseconomie, rationaliteit, rechtvaardigheid, geschiedenis van het economisch denken, rationele keuze, de beoordeling van economische uitkomsten, instellingen en processen, de status van sterk geïdealiseerde economische modellen, de ontologie van economische verschijnselen en de mogelijkheden om er kennis van te verwerven (zie epistemologie).
Het is nuttig om de economische filosofie op deze manier in te delen in drie onderwerpen die respectievelijk kunnen worden beschouwd als takken van de handelingstheorie, ethiek (of normatieve sociale en politieke filosofie) en wetenschapsfilosofie. Economische theorieën over rationaliteit, uitkering en sociale keuze verdedigen inhoudelijke filosofische stellingen. Deze theorieën zijn vaak geïnspireerd door de respectievelijk relevante filosofische literatuur. Ze zijn van belang voor degenen die geïnteresseerd zijn in onderwerpen zoals filosofische psychologie, sociale filosofie en politieke filosofie.
Economie is van belang voor degenen die geïnteresseerd zijn in epistemologie en wetenschapsfilosofie, zowel vanwege de gedetailleerde eigenaardigheden ervan als omdat het veel van de openlijke kenmerken van de natuurwetenschappen heeft, terwijl het studie-object ervan bestaat uit sociale verschijnselen.

## Domein

### Definitie en ontologie van de economie
De vraag die gewoonlijk in elk deelgebied van de filosofie (de filosofie van X) wordt gesteld, is: "wat is X ?". Het is minder waarschijnlijk dat een filosofische benadering van de vraag "wat is economie?" een antwoord zal opleveren dan dat het een overzicht zal opleveren van controverses, de verschillende scholen en de moeilijkheden van het maken van definities. Deze overwegingen zijn van toepassing als inleiding tot de verdere discussie over de methodologie in een onderwerp. Definities van de economie zijn in de loop van de tijd gevarieerd vanaf de moderne oorsprong van het onderwerp. Ze weerspiegelen programmatische zorgen van de uitleggers.
Ontologische vragen gaan verder met verdere "wat is..."-vragen die betrekking hebben op fundamentele economische verschijnselen, zoals "wat is (economische) waarde?" of "wat is een markt?". Hoewel het mogelijk is om op dergelijke vragen te reageren met verbale definities, is de filosofische waarde van het stellen van dergelijke vragen feitelijk gericht op het verschuiven van hele perspectieven op de aard van de grondslagen van de economie.

### Methodologie en epistemologie van de economie
Een epistemologische theorie gaat over hoe we dingen weten. In de economische filosofie betekent dit het stellen van vragen als: wat voor soort 'waarheidsclaim' wordt door economische theorieën gedaan? Beweren we bijvoorbeeld dat de theorieën betrekking hebben op de werkelijkheid of op percepties? Hoe kunnen of moeten we economische theorieën bewijzen? Moet bijvoorbeeld elke economische theorie empirisch verifieerbaar zijn? Hoe exact zijn economische theorieën en kunnen ze aanspraak maken op de status van exacte wetenschap? Zijn economische voorspellingen bijvoorbeeld net zo betrouwbaar als voorspellingen in de natuurwetenschappen, en waarom wel of niet? Een andere manier om deze kwestie onder woorden te brengen is door te vragen of economische theorieën ‘wetten’ kunnen formuleren. Wetenschapsfilosofen en economen hebben deze kwesties intensief onderzocht sinds het werk van Alexander Rosenberg en Daniel M. Hausman.

### Rationele keuze, beslistheorie en speltheorie
Filosofische benaderingen in de beslissingstheorie richten zich bijvoorbeeld op de aard van keuze of voorkeur, rationaliteit, risico en onzekerheid, en economische actoren. Speltheorie wordt gedeeld tussen een aantal disciplines. Deze zijn vooral de wiskunde, economie en filosofie. Binnen de economische filosofie wordt nog steeds veel gesproken over de speltheorie. Speltheorie is nauw verwant aan en bouwt voort op de beslissingstheorie en is eveneens zeer sterk interdisciplinair.

### Ethiek en gerechtigheid
De ethiek van economische systemen houdt zich bezig met kwesties als hoe het juist (rechtvaardig, eerlijk) is om economische goederen te behouden of te distribueren. Economische systemen als product van collectieve activiteit maken het mogelijk om de ethische gevolgen ervan voor al hun deelnemers te onderzoeken. Ethiek en economie relateert ethische studies aan de welvaartseconomie.
Ethiek en rechtvaardigheid overlappen disciplines op verschillende manieren. Benaderingen worden als filosofischer beschouwd als ze de grondbeginselen bestuderen – bijvoorbeeld Rawls' A Theory of Justice (1971) en Nozick's Anarchy, State and Utopia (1974). 'Gerechtigheid' in de economie is een subcategorie van de welvaartseconomie, waarbij modellen vaak de ethisch-sociale vereisten van een bepaalde theorie vertegenwoordigen. Tot de 'praktische' zaken behoren onderwerpen als recht en kosten-batenanalyse.
|Het utilitarisme, een van de ethische methodologieën, heeft zijn oorsprong onlosmakelijk verweven met de opkomst van het moderne economische denken. Het utilitarisme heeft zich door de toegepaste ethiek verspreid als een van de mogelijke benaderingen. Niet-utilitaire benaderingen in de toegepaste ethiek worden ook gebruikt bij het in twijfel trekken van de ethiek van economische systemen. Een voorbeeld van een niet-utilitaire benadering is een op rechten gebaseerde (deontologische) benaderingen.
Veel politieke ideologieën zijn een gevolg geweest van de reflectie op de ethiek van economische systemen. Marx wordt bijvoorbeeld algemeen in de eerste plaats als filosoof beschouwd; zijn meest opmerkelijke werk gaat over de filosofie van de economie. Marx' economische kritiek op het kapitalisme was echter niet afhankelijk van ethiek, rechtvaardigheid of enige vorm van moraliteit. Zijn economische kritiek concentreerde zich in plaats daarvan op de inherente tegenstellingen van het kapitalisme door de lens van een proces dat dialectisch materialisme wordt genoemd.

### Heterodox economisch denken
De grondslagen en aannames van de economie zijn in twijfel getrokken vanuit het perspectief van opmerkelijke maar doorgaans ondervertegenwoordigde groepen. Deze gebieden kunnen daarom worden opgenomen in de filosofie van de economie.
- Praxeologie: een deductieve theorie van het menselijk handelen, gebaseerd op premissen waarvan wordt aangenomen dat ze filosofisch waar zijn (in navolging van het analytisch-synthetische onderscheid van Immanuel Kant). Het werd ontwikkeld door Ludwig von Mises binnen de Oostenrijkse school. Het is een zelfbewuste oppositie tegen de wiskundige modellering en het testen van hypothesen om de neoklassieke economie te valideren.
- Interculturele perspectieven op economie en economische antropologie: een voorbeeld is het boeddhistisch geïnspireerde Bhutanese 'bruto nationaal geluk'-concept (voorgesteld als een betere ontwikkelingsmaatstaf dan het bni/bbp). Amartya Sen is een voorstander van de integratie van interculturele verschijnselen in het economisch denken.
- Feministische perspectieven op economie, ook wel feministische economie genoemd.

## Auteurs geciteerd in de literatuur
- Aristoteles
- Kenneth Arrow
- Milton Friedman
- Frank Hahn
- Friedrich Hayek
- David Hume
- John Neville Keynes
- John Maynard Keynes
- Tony Lawson
- John Locke
- Thomas Malthus
- Karl Marx
- John Stuart Mill
- Ludwig von Mises
- Pierre-Joseph Proudhon
- Murray Rothbard
- John Rawls
- Joan Robinson
- Alexander Rosenberg
- Paul Samuelson
- Amartya Sen
- Adam Smith
- Max Weber
- Carl Menger
- Bernard Williams

## Gerelateerde disciplines
De ethiek van economische systemen is een gebied met overlap tussen bedrijfsethiek en de economische filosofie. Mensen die over de ethiek van economische systemen schrijven, noemen zichzelf eerder politieke filosofen dan bedrijfsethici of economische filosofen. Er is een aanzienlijke overlap tussen theoretische kwesties in de economie en de filosofie van de economie. Omdat algemeen wordt aangenomen dat de economie haar oorsprong vindt in de filosofie, overlapt de geschiedenis van het economisch denken met de filosofie van de economie.